# Pallone di Gravina
Il Pallone di Gravina è un formaggio semiduro a pasta cruda filata, prodotto con latte bovino crudo. Originario dell'area di Gravina da cui prende il nome, è prodotto nella zona di Gravina in Puglia, di Matera e della Murgia.
Grazie alle ricerche internazionali e all'impegno del manager Antonio Cucco Fiore nell'agosto del 2010 è diventato prima un Prodotto Tradizionale Regionale attraverso la revisione da parte del Ministero delle politiche agricole alimentari e forestali e successivamente nell'ottobre 2012 è diventato Presidio Slow Food . 
Il marchio Pallone di Gravina è un marchio registrato.

## Storia
La filiera della lavorazione del latte a Gravina e sul territorio dell'Alta Murgia, rappresentano una tradizione antichissima. Infatti, Gravina è stata stazione importante sul tratto Bradanico-Tarantino. Tutta la capacità lattiera che veniva dai bestiami era usata per la lavorazione di formaggi pecorini e vaccini con la produzione, soprattutto, di pasta filata. Esempi importanti sono i latticini freschi: fior di latte, mozzarella, stracciatella, nodini, trecce, manteca (burrino) e burrate; ma anche e soprattutto gli stagionati come il Pallone di Gravina. Le origini del latte che hanno dato vita la pallone sono di provenienza podolica. La vacca podolica che stazionava in maniera permanente nel Bosco Difesa Grande a 5 km dal centro abitato di Gravina.
L'enciclopedia agraria del Regno di Napoli del 1859 cita il Pallone di Gravina facendo riferimento alla sua preparazione. Finanche le Lectures on Agricultural, Chemistry and Geology (Edimburgo e Londra, 1847) citavano il Pallone di Gravina, come uno dei formaggi più popolari e di pregio dell'Italia meridionale, all'epoca Regno delle Due Sicilie. Tra il 1797 e il 1816 Lorenzo Giustiniani, nobile ed avvocato napoletano nell’opera - Dizionario Geografico ragionato del Regno di Napoli, descrive che nella città di Gravina tra "...le massime industrie è quella dè formaggi, che vi riescono a cagione dè buoni pascoli assai saporosi, e specialmente i cacicavalli, che fanno di una figura rotonda appellati melloni o palloni, sono squisitissimi..."
Nell'anno 2012 è stato creato il Presidio Slow Food Pallone di Gravina, grazie alle ricerche storiche e al coordinamento del manager Antonio Cucco Fiore fondatore dell'Associazione Murgiamadre (food, culture, territory), all'impegno dei produttori e della locale condotta Slow Food.

## Produzione
La sua produzione certificata è limitata nel comuni di Gravina, Altamura e Santeramo. La tecnica di produzione è analoga a quella del caciocavallo: raggrumato il latte con caglio liquido di vitello o in pasta di agnello o di capretto e acquisita la cagliata, la si raccoglie e la si fa stazionare sul tompagno. Quando la pasta ha raggiunto l'acidità voluta, in genere dopo due o tre ore, si taglia a fettine e si fila con acqua calda.
Nella fase di formatura, si dona alla pasta la caratteristica forma sferica.

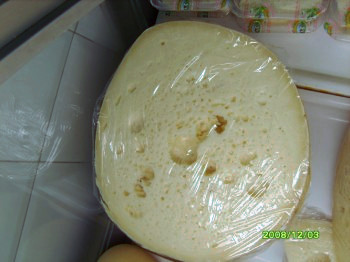
Il Pallone di Gravina stagionato di 3 mesi

Nel momento successivo alla salatura in salamoia i palloni sono posti ad asciugare per circa 15 giorni nello stesso luogo di produzione e poi asciugati in cantina. La scorza è dura, liscia, robusta, di colore paglierino che tende al castano o al grigio-bruno con la stagionatura; la pasta è filata, cruda, liscia, di colore paglierino che tende al dorato con la stagionatura, con eventuale leggera occhiatura. il peso varia da 1,5 a 10 kg.

## Cucina
Viene consumato a tavola come antipasto, con confetture di fichi o come companatico: molto popolare è il panino provolone (pallone) e mortadella in Puglia e Basilicata.
Può essere sciolto per guarnire o elargire maggiore sapore alle pietanze.
Può essere consumato dopo quattro mesi dalla sua produzione. La stagionatura gli permette di acquisire maggiore piccantezza e pregio.

## Reperibilità
È reperibile all'interno dei caseifici del territorio dell'Alta Murgia, nello specifico nei comuni di Gravina, Altamura e Santeramo.